# Lagunas de Pacainyo
Lagunas de Pacainyo es un caserío peruano ubicado en el distrito de Ayabaca, perteneciente a la provincia homónima del departamento de Piura, al norte del Perú. 

## Ubicación
Lagunas de Pacainyo se ubica al noreste de la provincia de Ayabaca, en el distrito de Ayabaca, en el departamento de Piura.

## Demografía
En 2017 Lagunas de Pacainyo tenía una población de 139 habitantes.